# 농가주부모임전국연합회
농가주부모임전국연합회는 1999년 11월 16일 설립한 대한민국 농림축산식품부 소관의 사단법인이다. 사무실은 서울특별시 중구 충정로1가 75에 있다.

## 주요 사업
- 장담그기, 휴경지 농산물 생산 등 회원 공동생활을 통한 농가소득증대 사업
- 소득작목 경영기술, 농기계, 농업정보화 관련 교육 및 정보교류
- 농촌복지증진과 농가주부의 지위향상을 위한 활동
- 농촌생활개선사업 및 농ㆍ도 교류사업
- 지역사회 봉사활동